# Noozles, Os Ursinhos Mágicos

Noozles (ふしぎなコアラ ブリンキー, Fushigina Koara Burinkī) , conhecido no Brasil como Noozles, Os Ursinhos Mágicos, é um anime de 26 episódios da Nippon Animation Company que foi originalmente lançado no Japão em 1984.  Ele retrata as aventuras de uma menina de 12 anos chamada Sandy e seus amigos coalas, Blinky e Pinky, que são do reino extra-dimensional de Koalawalla Land.
Noozles foi ao ar no Japão pela Fuji TV em Tóquio e estações afiliadas com exibição original de julho a dezembro de 1984. O anime foi apresentado nos EUA pelo bloco Nick Jr. da Nickelodeon, no final dos anos 80, e chegou ao Brasil via Xou da Xuxa da Globo, tendo estreado no programa na virada do ano em 1º de janeiro de 1990. Foi também apresentado no país como atração do bloco da Fox Kids no extinto Canal Fox, entre 1994 e 1996.
A série também foi dublada em francês (sob o título Les Koalous ), coreano, espanhol (sob o título Sandy y sus koalas ) e alemão .
A série tem direção de Noboru Ishiguro, mais conhecido por seu trabalho no anime de ficção científica Space Battleship Yamato (Patrulha Estelar, no Brasil) e a série original de Macross. O trabalho de layout ficou por conta de Yasuji Mori. Mori também trabalhou nos designs originais dos personagens da série com Shuichi Seki, mas os designs finais foram feitos por Isamu Kumata.

## Enredo
Noozles mostra a história da garota Sandy que, depois de ganhar um caixote resgatado de um navio naufragado, passa a conviver com Blinky, um coala encantado que desperta depois de um beijo de esquimó (o beijo de esquimó é chamado de Noozle, daí o nome da série) da garota. No mesmo dia, Sandy conhece Pinky, irmã de Blinky, e os 3 juntos passam a viver grandes aventuras.

## Contexto histórico
Noozles foi produzido quando no Japão os coalas eram uma febre entre a população, juntamente com outro anime com tema de coala intitulado コ ア ラ ボ ー イ コ ッ キ ィ ( Koala Boy Kokki ). De acordo com a The Anime Encyclopedia de Jonathan Clements e Helen McCarthy, a moda dos coalas no Japão foi desencadeada pelo Zoológico de Tama, no oeste de Tóquio, que recebeu seus primeiros coalas quando o governo australiano enviou seis deles para o Japão como um símbolo de bom relacionamento, mas na verdade, o Zoológico de Tama assim como outros zoológicos no Japão receberam seus coalas porque o país já desejava tê-los. Koala Boy Kokki e Noozles já estava no ar quando os coalas chegaram em outubro de 1984, ou seja, podemos afirmar que os coalas chegaram aos zoológicos japoneses em decorrência da nova mania entre a população, e não que a mania pelos coalas tenha começado devido a chegada dos bichinhos ao Japão. 
Noozles foi ao ar na Fuji TV na região de Kanto, no Japão, nas noites de sábado às 20h de julho a setembro de 1984, depois mudou para as sextas-feiras às 19h até o final da série. Algumas outras estações da rede de TV Fuji, como Hokkaido Cultural Broadcasting, TV Shizuoka, Fukui TV, Tokai TV, Okayama Broadcasting e San-in Chūō Television Broadcasting, transmitiram a série no mesmo período, enquanto outras estações da rede transmitiram o anime com atraso.

## Lista de episódios
Abaixo, o titulo original do episódio, seguido da tradução literal e a data de exibição no Japão.
1. 奇妙 な 友情 Kimyōna yūjō, "Uma Estranha Amizade" - 7 de julho de 1984
2. 宇宙 人! ? Uchuujin! ? , "Um alienígena!?" - 14 de julho de 1984
3. 消 え た パ パ Kieta Papa, "Papai desapareceu" - 21 de julho de 1984
4. ラ イ バ ル出現  Raibaru shutsugen, "Um rival aparece" - 28 de julho de 1984
5. 三 つ の お 願 い Mittsu no onegai, "Três desejos" - 4 de agosto de 1984
6. 大 冒 険! Dai bōken!, "Grande aventura!" - 11 de agosto de 1984
7. 大 追 跡 Dai tsuiseki, "A grande perseguição" - 18 de agosto de 1984
8. 幻 の 絵 Maboroshi no e, "A imagem fantasma" - 25 de agosto de 1984
9. わ た し は 美人 Watashi wa bijin, "Eu sou bonito" - 1º de setembro de 1984
10. こ ま っ た 親切 Komatta shinsetsu, "O problema de ser legal" - 8 de setembro de 1984
11. ぼ く 強 い 子 Boku tsuyoiko, "Meu filho forte" - 15 de setembro de 1984
12. 過去 へ の 旅 Kako e no tabi, "Jornada ao Passado" - 22 de setembro de 1984
13. 異 空間 の 国 Ikūkan no kuni, "Um terreno em uma dimensão alternativa" - 29 de setembro de 1984
14. 逃 げ ろ 大泥棒 Nigero dai dorobō, "A Grande Fuga do Ladrão" - 5 de outubro de 1984
15. な ぞ ナ ゾ 謎! Nazo nazo nazo!, "Mistério, mistério, mistério!" - 12 de outubro de 1984
16. 再 び 異次元 へ Futatabi ijigen e, "Retornar para a outra dimensão" - 19 de outubro de 1984
17. 友情 の 輪 ッYūjō no wa ~ tsu, "O Anel da Amizade" - 26 de outubro de 1984
18. ガ ラ ス の く つ Garasu no kutsu, "Os chinelos de vidro" - 2 de novembro de 1984
19. た の し い 休 日 Tanoshī kyūjitsu, "Dia divertido de folga" - 9 de novembro de 1984
20. 賢者 の 石 Kenja no ishi, "A Pedra Filosofal" - 16 de novembro de 1984
21. 家 出 Iede, "Fugindo de casa" - 23 de novembro de 1984
22. プ ロ ポ ー ズ Puropōzu, "Propor") - 30 de novembro de 1984
23. SOS  - 7 de dezembro de 1984
24. 私 が 主 役 Watashi ga shuyaku, "Eu sou o líder" - 14 de dezembro de 1984
25. 大 異 変 Dai ihen, "Grande catástrofe" - 21 de dezembro de 1984
26. 思 い 出 の 日 々 Omoide no hibi, "Dias memoráveis" - 28 de dezembro de 1984

## Créditos
Produção
Nippon Animation Company Ltd.
Emissora original
Fuji TV
Distribuição japonesa
Fuji Eight Company Ltd.
Distribuição americana
Saban International Services
Escrito por
Nobuyuki Isshiki (5-6, 9-11, 15, 22), Taku Sugiyama (1-2, 13, 18, 25-26), Akira Nakano (7, 16, 19, 23), Keiko Mukuroji (2-4, 8, 12, 17, 20, 24), Mitsuru Tanabe (14), Yasufumi Yoda (21)
Diretor
Taku Sugiyama
Diretores de Episódios
Kenji Miyashita (21, 24), Mitsuru Tanabe (14), Noboru Ishiguro (4, 12, 16), Taku Sugiyama (1-3, 5-11, 13, 15, 17-20, 22-23, 25-26 )
Design de personagem
Isamu Kumata
Storyboards
Eiji Okabe (14, 15, 17, 19, 20, 23), Eimi Maeda (24), Fumio Kurokawa (13), Katsumi Endo (2, 5, 8, 10), Kazuyoshi Katayama (9), Masayuki Hayashi (7 ), Noboru Ishiguro (4, 12, 16, 21), Taku Sugiyama (1, 6, 11, 18, 22, 25, 26)
Diretor de Animação
Eimi Maeda (1, 5, 7, 11, 13, 15, 18–19, 22, 24, 26), Masaki Abe (3, 9, 17, 20, 25), Takao Ogawa (2, 6, 8, 10, 12, 14, 16, 21, 23), Kiyotoshi Aoi (4)
Diretor de arte
Masamichi Takano
Cenários
Koichi Kudo
Supervisor de Layout
Yasuji Mori
Diretor de fotografia
Toshiaki Morita (artes trans)
Editores
Takeshi Seyama, Yoshihiro Kasahara, Hidetoshi Kadoono
Diretor de Som
Hideyuki Tanaka
Música Original
Reijiro Koroku
Produtor executivo
Koichi Motohashi
Produtores
Shigeo Endo, Eiko Tanaka
Gerente de Produção
Junzo Nakajima
Planejamento
Shoji Sato

## Música
Tema de abertura
Fushigi Ufufu por Tarako
Tema final
Shabadaba Dakedo de Toshio Furukawa